# 메타실드
메타실드(영어: META SHIELD)은 대한민국의 정보보안 서비스 기업이다. 디지털 성범죄 및 몸캠피싱 범죄를 근절하기 위한 자체 개발 솔루션과 전문적인 서비스 체계를 보유하고 있으며, 컨설팅-솔루션-모니터링 등 시큐리티 라이프 사이클을 통해 서비스를 안전하게 제공하는 통합보안 기업이다.

## 상세
메타실드는 디지털 성범죄 발생시 다양한 기법을 통한 피해자 보호 절차를 진행한다. 페이크DB를 활용하여 범죄자의 영상 유포와 협박을 지연시키거나, 범죄자가 피해자와 접촉할 수 없도록 더미 타겟을 생성하는 서비스를 제공한다. 그 외에도 골든타임을 놓쳐 영상이 유포되는 경우 경찰 및 공공기관 공조를 통한 안심 서비스를 제공하고, 각종 리포트 및 자문을 제공하기도 한다. 2025년에는 AI기반 딥페이크 이미지 및 영상 모니터링/차단 시스템을 개발하여 특허 출원을 마쳤다.

## 연혁

### 2024
- 2월 (주)메타쉴드 법인 설립
- 10월 몸캠피싱 초대코드의 진화과정 SNS 리포터 발표
- 11월 한국디지털타임즈 공로표창장 수상
- 12월
  - 솔루션 특허 출원 "몸캠피싱 유포대응 AI시스템 개발 완료
  - "한국저작권위원회 저작권등록"

### 2025
- 1월 KSBA 대한민국 우수 브랜드 대상 수상[7]
- 2월
  - 연구개발전담부서(R&D센터) 여수지점 설립
  - 솔루션 특허 출원 "AI기반 딥페이크 이미지 및 영상모니터링 및 차단 시스템"
  - META 보안 어플, 몸캠피싱 보안 앱개발 진행[8]